# Юзыкайн, Алеко
Але́ко Юзыка́йн (Юзыка́йн Алексе́й Миха́йлович) (20 апреля 1943, д. Енактаево, Краснокамский район, Республика Башкортостан — 15 мая 2004, Кировская область) — марийский писатель, журналист, общественный деятель. Член Союза журналистов СССР.

## Биография
Родился в крестьянской семье. Родной брат народного писателя Марий Эл Александра Юзыкайна.

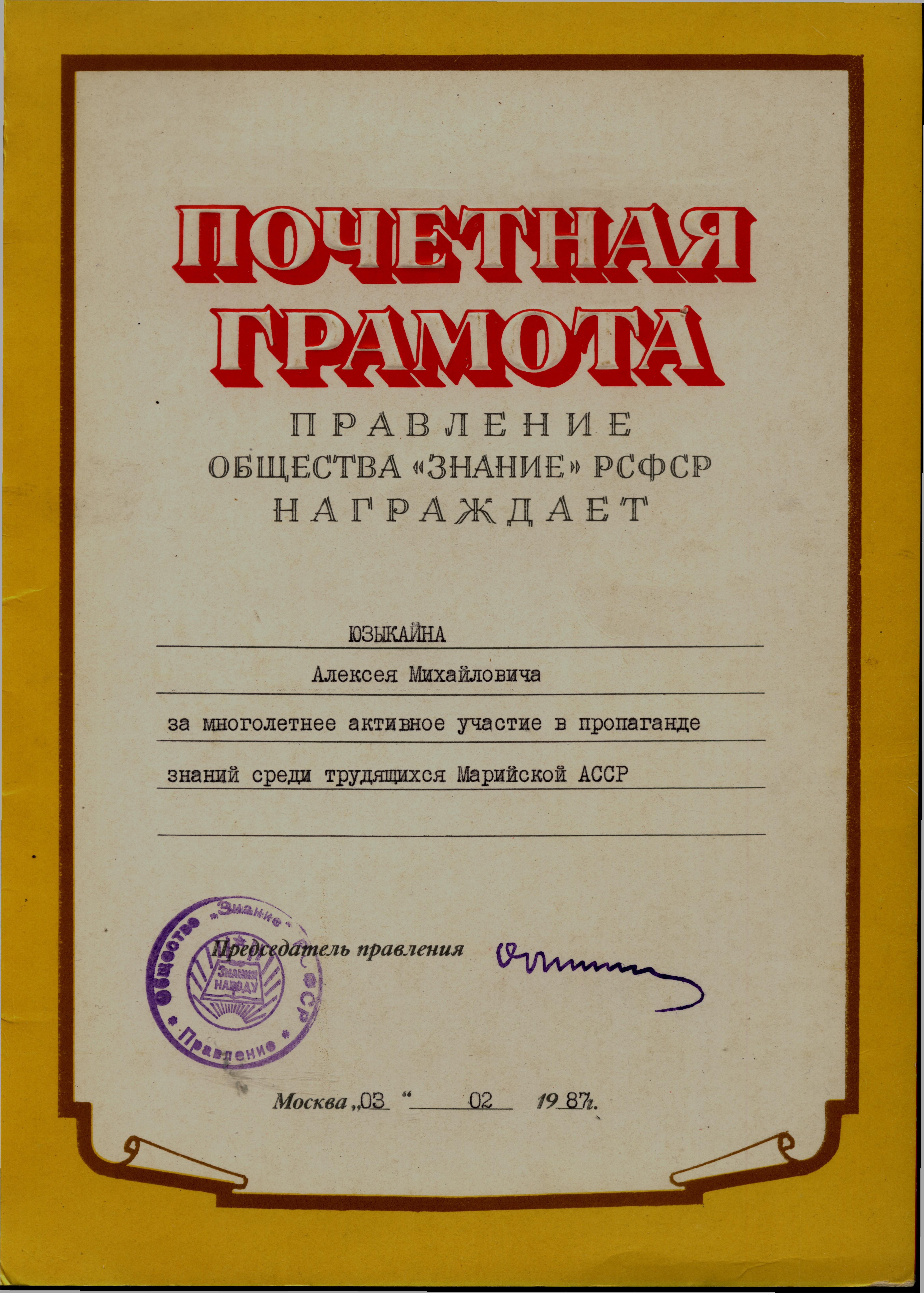
Почетная грамота общества Знание Алеко Юзыкайну

В 1961 году после окончания Арланской средней школы по комсомольской путёвке был направлен на строительство химического завода в город Стерлитамак, где работал асфальтировщиком и электриком.
Три года служил матросом на Тихоокеанском флоте.
С 1965 года учился в Казанском государственном университете, после третьего курса перешёл на заочное отделение.
Работал литературным сотрудником в Моркинской районной газете «Колхозная правда». После окончания университета, с 1969 года работал почти 20 лет в пионерской газете «Ямде лий» («Будь готов!») сначала ответственным секретарём, потом главным редактором.
Был инициатором возрождения журнала «Пионер йӱк» («Голос пионера»), который прежде издавался в 1930-е годы. Главным редактором журнала (с 1996 года — «Кече») проработал до 1998 года.
Создал и издавал детскую газету на русском языке «Родничок» (1996—2002).
Благодаря Алеко Юзыкайну в 1992 году было возрождено издание «Марла календарь» (ранее он издавался в 1907—1913 годы).
Погиб 15 мая 2004 года при невыясненных обстоятельствах во время служебной командировки в Кировской области. Похоронен на кладбище родной деревни в Башкирии.

## Творческая деятельность
Известен в Республике Марий Эл и за её пределами как организатор, общественный деятель, журналист и писатель.
В годы работы в газете «Ямде лий» регулярно проводил слёты юных корреспондентов, был наставником многих юнкоров, ставших впоследствии журналистами, учёными, профессиональными писателями, деятелями культуры.
Участвовал в создании общественных движений «У вий», «Марий ушем», «Мер каҥаш».
Также Алеко Юзыкайн писал художественную прозу. В основном известен как детский писатель. В 1978 году издал книгу для детей «Лудыш аршаш» («Венок чтения»). Является автором рассказов, повести «Пушеҥге пушеҥгылан эҥерта» («Дерево опирается на дерево»).
Являлся автором-составителем многих художественных, научно-популярных сборников, книг по истории марийского народа.
Публицистические материалы обычно подписывал псевдонимом «А. Михайлов».

## Основные произведения
Список основных произведений:
- Ошла воктене; Опке; Пурла ден шола; Юрик шолагай мурым мура: йоча-влаклан ойлымаш-влак // Ончыко. 1975. № 3. С. 98—102.
- Лудыш аршаш: ойлымаш-влак. [Гроздья рассказов]. Йошкар-Ола 1978. 48 с.
- Пушеҥге пушеҥгылан эҥерта: повесть [Дерево опирается на дерево]. Йошкар-Ола, 1985. 168 с.
- Марий… кӧ ме улына: йоча-влаклан / Алеко ден Эрик Юзыкайн. Йӱвӓскӱлӓ, 1999. 60 с.
- Чоноҥгыр: марий калык сылнымут. Йошкар-Ола, 1994. 116 с.
- Юзо тӱня = Волшебный мир: мар. нар. сказки на мар. и рус. яз. / сост. А. Юзыкайн. Йошкар-Ола, 2002. 144 с.

## Награды
- Почётная грамота Президиума Верховного Совета Марийской АССР (1983)